# Phạm Tu
Phạm Tu (chữ Hán: 范脩, 476-545) là võ tướng, công thần khai quốc nhà Tiền Lý trong lịch sử Việt Nam. Ông là người có công giúp Lý Nam Đế đánh đuổi quân xâm lược nhà Lương, thành lập nước Vạn Xuân độc lập.

## Tiểu sử
Theo thần tích, Phạm Tu người ở trang Quang Liệt tức là làng Thanh Liệt, huyện Thanh Trì (tên cũ là huyện Thanh Đàm), nay thuộc xã Thanh Liệt, huyện Thanh Trì, Hà Nội, Việt Nam. Nơi sinh ra Phạm Tu được xác định xưa kia là một xóm bãi vải tiến vua nằm bên sông Tô Lịch, thuộc thôn Văn Trì, làng Quang Liệt, nay là thôn Văn, xã Thanh Liệt.
Phạm Tu sinh ngày 10 tháng 3 năm Bính Thìn (tức 19 tháng 4 năm 476), cha ông là Phạm Thiều, người gốc Yết (Hung Nô), mẹ là Lý Thị Trạch.
Khi lớn lên, Phạm Tu có gương mặt phương phi, khôi ngô tuấn tú, học giỏi, tư chất thông minh, hay đọc sách binh pháp. Ông có vóc dáng rất to khoẻ và trở thành đô vật nổi tiếng trong vùng, thường được gọi là Phạm Đô Tu. Ông có khả năng cưỡi ngựa và bắn cung thiện xạ, nên được vinh là Đô Hồ, ám chỉ người gốc Hồ.
Sau đây là 5 điều tổng kết về cuộc đời ông:
- Khai quốc công thần triều Tiền Lý, đứng đầu Ban Võ nhà nước Vạn Xuân
- Sinh ra bên bờ sông Tô; ở tuổi 70, Ông đã hy sinh ngay ở chiến thành vùng cửa sông Tô trên đất hương Long Đỗ cổ
- Đánh giặc Bắc: có công lớn trong việc hạ thành Long Biên, giải phóng đất nước, kháng chiến chống quân Lương xâm lược
- Đuổi giặc Nam: người Việt Nam đầu tiên cầm quân giữ yên bờ cõi phía Nam
- Tham mưu cho Lý Nam Đế lập kinh đô, chiến thành cửa sông Tô ở vùng đất Hà Nội thời tiền Thăng Long

## Phò vua Lý đuổi Tiêu Tư
Bấy giờ Việt Nam nằm dưới quyền đô hộ của nhà Lương thời Nam Bắc triều (Trung Quốc). Viên thứ sử cai trị là Tiêu Tư nổi tiếng tàn ác.
Cuối năm Tân Dậu (tháng 1 năm 542), Giám quân châu Cửu Đức là Lý Bí dấy binh khởi nghĩa, chống lại quân đô hộ nhà Lương. Cuộc khởi nghĩa của Lý Bí được nhân dân và hào kiệt khắp nơi ủng hộ, kéo về giúp sức như hào trưởng Triệu Túc và Tinh Thiều, nguyên là quan cai trị của nhà Lương, bỏ quan chức về với quân khởi nghĩa.
Năm ấy Phạm Tu đã 66 tuổi, song còn khỏe mạnh và hăng hái. Ông tập hợp binh mã, gia nhập quân khởi nghĩa và trở thành một võ tướng chủ chốt của quân khởi nghĩa. Ông cùng với Triệu Túc và Tinh Thiều, trở thành ba vị lãnh đạo chính trong bộ tham mưu của cuộc nổi dậy của Lý Bí. Quân khởi nghĩa đánh đâu thắng đấy. Thứ sử Tiêu Tư bỏ chạy về nước. Quân Lý Bí chiếm đóng thành Long Biên.

## Đánh đuổi Lâm Ấp
Năm 543, nhà Lương lại tập trung quân kéo sang đánh. Lý Bí chủ động đem quân tấn công địch, tiêu diệt phần lớn quân Lương.
Tháng 5 năm 543, vua Lâm Ấp nhân lúc quân khởi nghĩa đang phải đương đầu với phương Bắc, đem quân đánh phá vùng Cửu Đức (Hà Tĩnh ngày nay). Lý Bí cử Phạm Tu mang quân đi đánh. Phạm Tu nhận lệnh cầm quân xuống đánh tan quân Lâm Ấp, ổn định biên giới phía Nam.
Có thuyết cho rằng nhờ công đánh Lâm Ấp, ông được cải sang họ vua là họ Lý và tên là Phục Man (chinh phục người Man), Phạm Tu chính là Lý Phục Man; nhưng cũng có ý kiến cho rằng Phạm Tu và Lý Phục Man là 2 người khác nhau.

## Quan võ đầu triều
Năm 544, Lý Bí lên ngôi vua, xưng Nam Việt Đế, tức là Lý Nam Đế đặt tên nước là Vạn Xuân, dựng điện Vạn thọ làm nơi triều hội, lấy Triệu Túc làm Thái phó, Tinh Thiều đứng đầu các quan văn, Phạm Tu đứng đầu các quan võ của triều đình. Năm ấy Phạm Tu 69 tuổi.

## Hy sinh vì nước
Tháng 6 năm 545, nhà Lương cử một đạo quân khác sang đánh Vạn Xuân, do hai tướng thiện chiến là Dương Phiêu và Trần Bá Tiên chỉ huy, theo đường biển tiến sang. Lý Nam Đế chống cự ở Chu Diên (vùng duyên hải Hải Dương, Hưng Yên, Lục đầu giang?) không nổi, lui về củng cố thành trì ở cửa sông Tô Lịch (nay là đoạn phố Chợ Gạo, Hà Nội).
Quân Lương đuổi tới tấn công. Phạm Tu lập sở chỉ huy tiền phương (bên Hồ Hoàn Kiếm ngày nay) giữ cửa sông Tô Lịch được vài tháng, nhưng vì tuổi cao sau nhiều năm xung trận, quân giặc lại đông, gặp lúc hiểm nghèo nên Lão tướng Phạm Tu đã hy sinh anh dũng vào ngày 20 tháng 7 âm lịch (tức 12 tháng 8 năm 545), thọ 70 tuổi.
Lý Nam Đế rút quân vào Gia Ninh đóng đồn ở hồ Điển Triệt, luyện tập binh mã để sau khôi phục lại.
Xét công trạng của Phạm Tu, nhà Vua truy phong Phạm Tu là Long Biên hầu, đặt thuỵ là Đô Hồ, phong làm Bản cảnh thành hoàng, sắc cho bản hương là Thang Mộc ấp, sưu sai tạp dịch đều được miễn trừ, ban 100 nén bạc lập miếu phụng sự lưu truyền mãi mãi tại làng Thanh Liệt quê ông.

## Nơi thờ cúng
Hiện nay ở xã Thanh Liệt có hai nơi thờ danh tướng Phạm Tu, đó là Miếu Vực và Đình Ngoài. Miếu Vực nằm ở xóm Vực, miếu thờ Long Biên hầu Phạm Đô Hồ Đại vương cùng thánh phụ Phạm Thiều và thánh mẫu Lý Thị Trạch.
Theo cuốn "Thành hoàng Việt Nam" của Phạm Minh Thảo (Nhà xuất bản. Văn hóa thông tin, H., 1997, tập II, tr.565), cùng những tài liệu điền dã: nơi thờ chính thức của Phạm Tu ở Đình Ngoại, xã Thanh Liệt, Thanh Trì, Hà Nội.
Chính quê ông còn có miếu Vực thờ ông cùng hai vị song thân là Phạm Thiều và Lý Thị Trạch. Đình Lý Nhân là nơi thờ vọng Phạm Tu ở cùng xã Thanh Liệt vì đình Ngoại trước đây là nơi hương lý hội họp.
Phần mộ của ông trên vùng đất cửa sông Tô Lịch (nơi ông ngã xuống khi chống quân xâm lược nhà Lương năm 545) cũng là một địa chỉ tâm linh quan trọng.
Đình Ngọc Than, xã Ngọc Mỹ, huyện Quốc Oai thờ Lý Nam Đế và Phạm Tu (Á thánh) là thành hoàng làng.
Tại thôn Hoành Sơn xã Thuỵ Văn huyện Thái Thụy, Thái Bình cũng có nơi thờ Phạm Tu.
Bên cạnh đó, qua cuốn "Linh thần Việt Nam" của GS Vũ Ngọc Khánh và Phạm Minh Thảo (Nhà xuất bản Văn hóa Thông tin, H. 2002), còn tìm được 3 địa phương có thờ vị Đô Hồ Đại vương, tuy nhiên chưa xác định được những nơi đó có phải chính là nơi thờ Đô Hồ Đại vương Phạm Tu hay không.
1. Xã Linh Khê, Nam Sách, Hải Dương thờ 3 vị đại vương: Uy Minh, Quy Chân, Đô Hồ đại vương
2. Xã Hương Vân, tổng Nội Viên, huyện Tiên Du, Bắc Ninh thờ Đô Hồ đại vương và Hải Tịnh phu nhân công chúa
3. Xã Nhân Hào Thượng, tổng Sài Trang, Yên Mỹ, Hưng Yên thờ Đô Hồ tế thế đại vương.

Tại đền Thượng, làng Mai Xá, xã Mỹ Xá, thành phố Nam Định, tỉnh Nam Định còn lưu giữ ít nhất 10 sắc phong các đời vua ghi công trạng Đô Hồ Đại Vương.
Hiện nay, tên của ông được đặt tên cho một tuyến đường ở huyện Thanh Trì quê hương ông, nối từ ngã tư Nghiêm Xuân Yêm - Nguyễn Xiển đi bên cạnh nhà máy xử lý nước thải Yên Xá đến đường Cầu Bươu tại đối diện khu đô thị Xa La.

## Hậu thế
Chính sử không ghi chép, nhưng theo tộc phả họ Phạm, Phạm Tu có con là Phạm Tĩnh theo giúp Hậu Lý Nam Đế và khuyên vua Lý dời đô từ Ô Diên về Phong châu. Ông trở thành tướng quốc của Hậu Lý Nam Đế.
Con Phạm Tĩnh là Phạm Hiển, sau khi Lý Phật Tử bị quân nhà Tuỳ bắt về bắc đã chiêu binh chống Tùy trong 3 năm (603-605) và bị thất bại.